# Södra Flatskäret
Södra Flatskäret med Ljusgrund är en ö i Finland. Den ligger i Bottenhavet och i kommunen Närpes i den ekonomiska regionen  Sydösterbotten i landskapet Österbotten, i den västra delen av landet. Ön ligger omkring 77 kilometer söder om Vasa och omkring 320 kilometer nordväst om Helsingfors.
Öns area är 15 hektar och dess största längd är 1 kilometer i nord-sydlig riktning.

## Delöar och uddar
- Södra Flatskäret 62°26′22″N 21°08′42″Ö / 62.4394°N 21.14513°Ö
- Ljusgrund 62°26′37″N 21°08′59″Ö / 62.44362°N 21.14974°Ö